# PubChem
PubChem est une banque de données américaine de molécules chimiques gérée par le National Center for Biotechnology Information (NCBI), branche de la Bibliothèque nationale de médecine des États-Unis sous l'autorité des National Institutes of Health (NIH).
PubChem répertorie plusieurs millions de composés en mettant gratuitement en ligne, pour chaque substance, une grande quantité de données de divers ordres : chimique, biochimique, pharmacologique, production, toxicologique, environnemental, etc.
Des accès aux données de PubChem sont possibles par des langages de script tels que Python, Ruby ou Perl.